# 布氏鰏屬
布氏鰏屬（學名：Eubleekeria）是蝴蝶魚目鰏科的一屬。

## 名称
本属学名词根（eû）意为“良好”、則是荷蘭魚類及爬蟲類學家彼得·布莱克尔醫生的姓氏、加上名詞陰性後綴（-ía），以紀念其貢獻。

## 形态
背鳍有硬棘8枚、軟條16枚，臀鳍有硬棘3枚、軟條14到15枚。

## 分布
本属分布于印度洋到西太平洋一带，多為浅海底棲的热带魚類，部份分佈至遠洋帶，也有海河洄游者。

## 分類
本屬包含4個物種：
- 瓊斯布氏鰏 Eubleekeria jonesi  (James, 1971)
- 印尼布氏鰏 Eubleekeria kupanensis  (Kimura & Peristiwady, 2005)：又稱古邦鰏。
- 小口布氏鰏 Eubleekeria rapsoni  (Munro, 1964)：又稱拉氏鰏。
- 黑邊布氏鰏 Eubleekeria splendens  (Cuvier, 1829)：又稱污斑鰏。